# Vòng loại Giải vô địch bóng đá thế giới 2018 – Khu vực châu Á
Khu vực châu Á của vòng loại Giải vô địch bóng đá thế giới 2018 đóng vai trò là vòng loại cho Giải vô địch bóng đá thế giới 2018, được tổ chức tại Nga, dành cho các đội tuyển quốc gia là thành viên của Liên đoàn bóng đá châu Á (AFC). Tổng cộng có 4,5 suất (4 suất trực tiếp và 1 suất vòng play-off liên lục địa) trong vòng chung kết có sẵn dành cho các đội tuyển thuộc AFC.
Vào ngày 16 tháng 4 năm 2014, Ban chấp hành AFC đã thông qua việc hợp nhất vòng loại sơ bộ Giải vô địch bóng đá thế giới và Cúp bóng đá châu Á, giải đấu sẽ được mở rộng lên 24 đội kể từ năm 2019. Vì vậy, hai vòng đầu tiên của vòng loại World Cup cũng đóng vai trò là vòng loại của Cúp bóng đá châu Á 2019 sẽ được tổ chức tại UAE.

## Thể thức
Cấu trúc vòng loại như sau:
- Vòng 1: 12 đội tuyển (xếp hạng 35–46) được bốc thăm theo cặp, thi đấu hai lượt trận trên sân nhà và sân khách. Các đội thắng giành quyền vào vòng 2.
- Vòng 2: 40 đội tuyển (các đội xếp hạng 1–34 và 6 đội thắng vòng 1) được chia thành tám bảng 5 đội, thi đấu vòng tròn hai lượt trên sân nhà và sân khách. Tám đội nhất bảng và bốn đội nhì bảng có thành tích tốt nhất sẽ giành quyền vào vòng 3, đồng thời giành quyền tham dự vòng chung kết Cúp bóng đá châu Á 2019.
- Vòng 3: 12 đội tuyển (tăng thêm 2 đội so với năm 2014) được chia thành hai bảng 6 đội, thi đấu vòng tròn hai lượt trên sân nhà và sân khách. Hai đội đứng đầu mỗi bảng sẽ giành suất trực tiếp đến Giải vô địch bóng đá thế giới 2018, trong khi hai đội xếp thứ ba của hai bảng tiếp tục vào vòng 4.
- Vòng 4: Các đội tuyển đứng thứ ba bảng đấu ở vòng 3 sẽ thi đấu loại trực tiếp với nhau theo thể thức sân nhà–sân khách để xác định đội được quyền tham dự trận play-off liên lục địa.

16 đội có thành tích tốt tiếp theo bị loại từ vòng loại thứ hai Giải vô địch bóng đá thế giới và 8 đội thắng ở lượt play-off sẽ thi đấu trong vòng 3 của vòng loại Cúp bóng đá châu Á 2019 (được tách biệt từ vòng loại Giải vô địch bóng đá thế giới 2018), nơi các đội được chia thành sáu bảng 4 đội và cạnh tranh cho các suất còn lại của Cúp bóng đá châu Á 2019.

## Phân loại hạt giống
Tất cả 46 hiệp hội thành viên của AFC liên kết với FIFA đã tham gia vào vòng loại. Để xác định các đội tuyển sẽ thi đấu ở vòng 1 và các đội tuyển vào thẳng vòng 2, bảng xếp hạng bóng đá nam FIFA gần nhất với lễ bốc thăm vòng 1 vào tháng 1 năm 2015 được sử dụng (thứ hạng của các đội tuyển được hiển thị trong ngoặc đơn). Đối với hạt giống ở vòng 2 và vòng 3, bảng xếp hạng bóng đá nam FIFA gần nhất trước thời điểm bốc thăm của các vòng đấu tương ứng sẽ được sử dụng.
| Được vào thẳng vòng 2 (Xếp hạng từ 1 đến 34) | Được vào thẳng vòng 2 (Xếp hạng từ 1 đến 34) | Tham dự từ vòng 1 (Xếp hạng từ 35 đến 46) |
| --- | --- | --- |
| 1. Iran (51) 2. Nhật Bản (54) 3. Hàn Quốc (69) 4. Uzbekistan (71) 5. UAE (80) 6. Qatar (92) 7. Oman (93) 8. Jordan (93) 9. Trung Quốc (96) 10. Úc (100) 11. Ả Rập Xê Út (102) 12. Bahrain (110) 13. Iraq (114) 14. Palestine (115) 15. Liban (122) 16. Kuwait (125) 17. Việt Nam (129) | 1. Philippines (129) 2. Maldives (131) 3. Tajikistan (136) 4. Myanmar (141) 5. Afghanistan (142) 6. Thái Lan (144) 7. Turkmenistan (147) 8. CHDCND Triều Tiên (150) 9. Syria (151) 10. Kyrgyzstan (152) 11. Malaysia (154) 12. Hồng Kông (156) 13. Singapore (157) 14. Indonesia (159) 15. Lào (160) 16. Guam (161) 17. Bangladesh (165) | 1. Ấn Độ (171) 2. Sri Lanka (172) 3. Yemen (176) 4. Campuchia (179) 5. Đài Bắc Trung Hoa (182) 6. Đông Timor (185) 7. Nepal (186) 8. Ma Cao (186) 9. Pakistan (188) 10. Mông Cổ (194) 11. Brunei (198) 12. Bhutan (209) |

## Lịch thi đấu
Lịch thi đấu của vòng loại như sau.
| Vòng   | Lượt đấu    | Ngày                 |
| ------ | ----------- | -------------------- |
| Vòng 1 | Lượt đi     | 12 tháng 3 năm 2015  |
| Vòng 1 | Lượt về     | 17 tháng 3 năm 2015  |
| Vòng 2 | Lượt đấu 1  | 11 tháng 6 năm 2015  |
| Vòng 2 | Lượt đấu 2  | 16 tháng 6 năm 2015  |
| Vòng 2 | Lượt đấu 3  | 3 tháng 9 năm 2015   |
| Vòng 2 | Lượt đấu 4  | 8 tháng 9 năm 2015   |
| Vòng 2 | Lượt đấu 5  | 8 tháng 10 năm 2015  |
| Vòng 2 | Lượt đấu 6  | 13 tháng 10 năm 2015 |
| Vòng 2 | Lượt đấu 7  | 12 tháng 11 năm 2015 |
| Vòng 2 | Lượt đấu 8  | 17 tháng 11 năm 2015 |
| Vòng 2 | Lượt đấu 9  | 24 tháng 3 năm 2016  |
| Vòng 2 | Lượt đấu 10 | 29 thảng 3 năm 2016  |

| Vòng   | Lượt đấu    | Ngày                 |
| ------ | ----------- | -------------------- |
| Vòng 3 | Lượt đấu 1  | 1 tháng 9 năm 2016   |
| Vòng 3 | Lượt đấu 2  | 6 tháng 9 năm 2016   |
| Vòng 3 | Lượt đấu 3  | 6 tháng 10 năm 2016  |
| Vòng 3 | Lượt đấu 4  | 11 tháng 10 năm 2016 |
| Vòng 3 | Lượt đấu 5  | 15 tháng 11 năm 2016 |
| Vòng 3 | Lượt đấu 6  | 23 tháng 3 năm 2017  |
| Vòng 3 | Lượt đấu 7  | 28 tháng 3 năm 2017  |
| Vòng 3 | Lượt đấu 8  | 13 tháng 6 năm 2017  |
| Vòng 3 | Lượt đấu 9  | 31 tháng 8 năm 2017  |
| Vòng 3 | Lượt đấu 10 | 5 tháng 9 năm 2017   |
| Vòng 4 | Lượt đi     | 5 tháng 10 năm 2017  |
| Vòng 4 | Lượt về     | 10 tháng 10 năm 2017 |

## Vòng 1
Lễ bốc thăm cho vòng loại thứ nhất được tổ chức vào lúc 15:30 MST (UTC+08:00) ngày 10 tháng 2 năm 2015 tại trụ sở AFC ở Kuala Lumpur, Malaysia.
| Đội 1             | TTS | Đội 2    | Lượt đi | Lượt về |
| ----------------- | --- | -------- | ------- | ------- |
| Ấn Độ             | 2–0 | Nepal    | 2–0     | 0–0     |
| Yemen             | 3–1 | Pakistan | 3–1     | 0–0     |
| Đông Timor        | 5–1 | Mông Cổ  | 4–1     | 1–0     |
| Campuchia         | 4–1 | Ma Cao   | 3–0     | 1–1     |
| Đài Bắc Trung Hoa | 2–1 | Brunei   | 0–1     | 2–0     |
| Sri Lanka         | 1–3 | Bhutan   | 0–1     | 1–2     |

## Vòng 2
Lễ bốc thăm cho vòng loại thứ hai được tổ chức vào lúc 17:00 MST (UTC+08:00) ngày 14 tháng 4 năm 2015 tại khách sạn JW Marriott ở Kuala Lumpur, Malaysia.

### Các bảng
| Tiêu chí xếp hạng vòng loại Giải vô địch bóng đá thế giới 2018 |
| --- |
| Với thể thức sân nhà và sân khách, việc xếp hạng các đội trong mỗi bảng được dựa trên các tiêu chí sau đây (quy định các Điều 20.6 và 20.7): 1. Điểm số (3 điểm cho 1 trận thắng, 1 điểm cho 1 trận hòa, 0 điểm cho 1 trận thua) 2. Hiệu số bàn thắng thua 3. Số bàn thắng 4. Điểm số trong trận đấu giữa các đội 5. Hiệu số bàn thắng thua trong trận đấu giữa các đội 6. Số bàn thắng ghi được trong trận đấu giữa các đội 7. Số bàn thắng sân khách ghi được trong các trận đấu giữa các đội 8. Trận play-off trên sân trung lập (nếu được chấp thuận bởi FIFA), với hiệp phụ và đá sút luân lưu nếu cần |

#### Bảng A
| VT | Đội         | ST | T | H | B | BT | BB | HS  | Đ  | Giành quyền tham dự                 |  |      |     |     |      |     |
| -- | ----------- | -- | - | - | - | -- | -- | --- | -- | ----------------------------------- |  | ---- | --- | --- | ---- | --- |
| 1  | Ả Rập Xê Út | 8  | 6 | 2 | 0 | 28 | 4  | +24 | 20 | Vòng 3 và Asian Cup                 |  |      | 2–1 | 3–2 | 2–0  | 7–0 |
| 2  | UAE         | 8  | 5 | 2 | 1 | 25 | 4  | +21 | 17 | Vòng 3 và Asian Cup                 |  | 1–1  |     | 2–0 | 10–0 | 8–0 |
| 3  | Palestine   | 8  | 3 | 3 | 2 | 22 | 6  | +16 | 12 | V.loại Asian Cup (vòng 3)           |  | 0–0  | 0–0 |     | 6–0  | 7–0 |
| 4  | Malaysia    | 8  | 1 | 1 | 6 | 3  | 30 | −27 | 4  | Vòng loại Asian Cup (vòng play-off) |  | 0–3  | 1–2 | 0–6 |      | 1–1 |
| 5  | Đông Timor  | 8  | 0 | 2 | 6 | 2  | 36 | −34 | 2  | Vòng loại Asian Cup (vòng play-off) |  | 0–10 | 0–1 | 1–1 | 0–1  |     |

1. ↑  Trận đấu giữa Malaysia và Ả Rập Saudi vào ngày 8 tháng 9 năm 2015 đã buộc phải hoãn lại ở phút 87 do cổ động viên Malaysia đã ném bom khói và pháo sáng xuống sân khi tỉ số đang là 2–1 nghiêng về đội khách. Đến ngày 5 tháng 10 năm 2015, ủy ban kỷ luật của FIFA chính thức ra quyết định xử Malaysia thua 0–3.[14][15]

#### Bảng B
| VT | Đội        | ST | T | H | B | BT | BB | HS  | Đ  | Giành quyền tham dự                 |  |     |     |     |     |     |
| -- | ---------- | -- | - | - | - | -- | -- | --- | -- | ----------------------------------- |  | --- | --- | --- | --- | --- |
| 1  | Úc         | 8  | 7 | 0 | 1 | 29 | 4  | +25 | 21 | Vòng 3 và Asian Cup                 |  |     | 5–1 | 3–0 | 7–0 | 5–0 |
| 2  | Jordan     | 8  | 5 | 1 | 2 | 21 | 7  | +14 | 16 | V.loại Asian Cup (vòng 3)           |  | 2–0 |     | 0–0 | 3–0 | 8–0 |
| 3  | Kyrgyzstan | 8  | 4 | 2 | 2 | 10 | 8  | +2  | 14 | V.loại Asian Cup (vòng 3)           |  | 1–2 | 1–0 |     | 2–2 | 2–0 |
| 4  | Tajikistan | 8  | 1 | 2 | 5 | 9  | 20 | −11 | 5  | Vòng loại Asian Cup (vòng play-off) |  | 0–3 | 1–3 | 0–1 |     | 5–0 |
| 5  | Bangladesh | 8  | 0 | 1 | 7 | 2  | 32 | −30 | 1  | Vòng loại Asian Cup (vòng play-off) |  | 0–4 | 0–4 | 1–3 | 1–1 |     |

#### Bảng C
| VT | Đội        | ST | T | H | B | BT | BB | HS  | Đ  | Giành quyền tham dự                 |  |     |     |     |     |      |
| -- | ---------- | -- | - | - | - | -- | -- | --- | -- | ----------------------------------- |  | --- | --- | --- | --- | ---- |
| 1  | Qatar      | 8  | 7 | 0 | 1 | 29 | 4  | +25 | 21 | Vòng 3 và Asian Cup                 |  |     | 1–0 | 2–0 | 4–0 | 15–0 |
| 2  | Trung Quốc | 8  | 5 | 2 | 1 | 27 | 1  | +26 | 17 | Vòng 3 và Asian Cup                 |  | 2–0 |     | 0–0 | 4–0 | 12–0 |
| 3  | Hồng Kông  | 8  | 4 | 2 | 2 | 13 | 5  | +8  | 14 | V.loại Asian Cup (vòng 3)           |  | 2–3 | 0–0 |     | 2–0 | 7–0  |
| 4  | Maldives   | 8  | 2 | 0 | 6 | 8  | 20 | −12 | 6  | Vòng loại Asian Cup (vòng play-off) |  | 0–1 | 0–3 | 0–1 |     | 4–2  |
| 5  | Bhutan     | 8  | 0 | 0 | 8 | 5  | 52 | −47 | 0  | Vòng loại Asian Cup (vòng play-off) |  | 0–3 | 0–6 | 0–1 | 3–4 |      |

#### Bảng D
| VT | Đội          | ST | T | H | B | BT | BB | HS  | Đ  | Giành quyền tham dự                 |  |     |     |     |     |     |
| -- | ------------ | -- | - | - | - | -- | -- | --- | -- | ----------------------------------- |  | --- | --- | --- | --- | --- |
| 1  | Iran         | 8  | 6 | 2 | 0 | 26 | 3  | +23 | 20 | Vòng 3 và Asian Cup                 |  |     | 2–0 | 3–1 | 6–0 | 4–0 |
| 2  | Oman         | 8  | 4 | 2 | 2 | 11 | 7  | +4  | 14 | Vòng loại Asian Cup (vòng 3)        |  | 1–1 |     | 3–1 | 1–0 | 3–0 |
| 3  | Turkmenistan | 8  | 4 | 1 | 3 | 10 | 11 | −1  | 13 | Vòng loại Asian Cup (vòng 3)        |  | 1–1 | 2–1 |     | 1–0 | 2–1 |
| 4  | Guam         | 8  | 2 | 1 | 5 | 3  | 16 | −13 | 7  | Vòng loại Asian Cup (vòng 3)        |  | 0–6 | 0–0 | 1–0 |     | 2–1 |
| 5  | Ấn Độ        | 8  | 1 | 0 | 7 | 5  | 18 | −13 | 3  | Vòng loại Asian Cup (vòng play-off) |  | 0–3 | 1–2 | 1–2 | 1–0 |     |

1. ↑  FIFA xử Iran thắng 3–0 do sử dụng cầu thủ Eugeneson Lyngdoh của Ấn Độ không đủ điều kiện thi đấu.[16] Trận đấu khi đó kết thúc với tỉ số 3–0 nghiêng về Iran.

#### Bảng E
| VT | Đội         | ST | T | H | B | BT | BB | HS  | Đ  | Giành quyền tham dự                 |  |     |     |     |     |     |
| -- | ----------- | -- | - | - | - | -- | -- | --- | -- | ----------------------------------- |  | --- | --- | --- | --- | --- |
| 1  | Nhật Bản    | 8  | 7 | 1 | 0 | 27 | 0  | +27 | 22 | Vòng 3 và Asian Cup                 |  |     | 5–0 | 0–0 | 5–0 | 3–0 |
| 2  | Syria       | 8  | 6 | 0 | 2 | 26 | 11 | +15 | 18 | Vòng 3 và Asian Cup                 |  | 0–3 |     | 1–0 | 5–2 | 6–0 |
| 3  | Singapore   | 8  | 3 | 1 | 4 | 9  | 9  | 0   | 10 | Vòng loại Asian Cup (vòng 3)        |  | 0–3 | 1–2 |     | 1–0 | 2–1 |
| 4  | Afghanistan | 8  | 3 | 0 | 5 | 8  | 24 | −16 | 9  | Vòng loại Asian Cup (vòng 3)        |  | 0–6 | 0–6 | 2–1 |     | 3–0 |
| 5  | Campuchia   | 8  | 0 | 0 | 8 | 1  | 27 | −26 | 0  | Vòng loại Asian Cup (vòng play-off) |  | 0–2 | 0–6 | 0–4 | 0–1 |     |

#### Bảng F
| VT | Đội               | ST | T | H | B | BT | BB | HS  | Đ  | Giành quyền tham dự                 |  |     |     |     |     |   |
| -- | ----------------- | -- | - | - | - | -- | -- | --- | -- | ----------------------------------- |  | --- | --- | --- | --- | - |
| 1  | Thái Lan          | 6  | 4 | 2 | 0 | 14 | 6  | +8  | 14 | Vòng 3 và Asian Cup                 |  |     | 2–2 | 1–0 | 4–2 | — |
| 2  | Iraq              | 6  | 3 | 3 | 0 | 13 | 6  | +7  | 12 | Vòng 3 và Asian Cup                 |  | 2–2 |     | 1–0 | 5–1 | — |
| 3  | Việt Nam          | 6  | 2 | 1 | 3 | 7  | 8  | −1  | 7  | Vòng loại Asian Cup (vòng 3)        |  | 0–3 | 1–1 |     | 4–1 | — |
| 4  | Đài Bắc Trung Hoa | 6  | 0 | 0 | 6 | 5  | 19 | −14 | 0  | Vòng loại Asian Cup (vòng play-off) |  | 0–2 | 0–2 | 1–2 |     | — |
| 5  | Indonesia (D)     | 0  | 0 | 0 | 0 | 0  | 0  | 0   | 0  | Bị FIFA cấm thi đấu                 |  | —   | —   | —   | —   |   |

1. ↑  Vào ngày 30 tháng 5 năm 2015, FIFA đã chính thức cấm Hiệp hội bóng đá Indonesia (PSSI) tham gia vào các hoạt động bóng đá do để chính phủ can thiệp quá sâu vào nội bộ bóng đá nước này.[17] Vào ngày 3 tháng 6 năm 2015, AFC khẳng định rằng Indonesia đã bị loại khỏi từ đang thi đấu vòng loại, và tất cả các trận đấu của họ tham gia đã bị hủy bỏ.[18]

#### Bảng G
| VT | Đội      | ST | T | H | B | BT | BB | HS  | Đ  | Giành quyền tham dự                 |  |     |     |     |     |     |
| -- | -------- | -- | - | - | - | -- | -- | --- | -- | ----------------------------------- |  | --- | --- | --- | --- | --- |
| 1  | Hàn Quốc | 8  | 8 | 0 | 0 | 27 | 0  | +27 | 24 | Vòng 3 và Asian Cup                 |  |     | 1–0 | 3–0 | 4–0 | 8–0 |
| 2  | Liban    | 8  | 3 | 2 | 3 | 12 | 6  | +6  | 11 | Vòng loại Asian Cup (vòng 3)        |  | 0–3 |     | 0–1 | 1–1 | 6–0 |
| 3  | Kuwait   | 8  | 3 | 1 | 4 | 12 | 10 | +2  | 10 | Truất quyền thi đấu                 |  | 0–1 | 0–0 |     | 9–0 | 0–3 |
| 4  | Myanmar  | 8  | 2 | 2 | 4 | 9  | 21 | −12 | 8  | Vòng loại Asian Cup (vòng 3)        |  | 0–2 | 0–2 | 3–0 |     | 3–1 |
| 5  | Lào      | 8  | 1 | 1 | 6 | 6  | 29 | −23 | 4  | Vòng loại Asian Cup (vòng play-off) |  | 0–5 | 0–2 | 0–2 | 2–2 |     |

1. 1 2 3  Vào ngày 16 tháng 10 năm 2015, FIFA chính thức cấm Hiệp hội bóng đá Kuwait (KFA) tham gia vào các hoạt động bóng đá từ Ủy ban Điều hành FIFA do chính phủ can thiệp vào nội bộ bóng đá nước này.[19] Trận đấu giữa Myanmar và Kuwait dự định diễn ra vào ngày 17 tháng 11 năm 2015 không thể diễn ra như dự kiến,[20] và ngày 13 tháng 1 năm 2016, Kuwait bị xử thua Myanmar 0–3.[21] Cặp đấu Kuwait gặp Lào và Hàn Quốc gặp Kuwait dự kiến diễn ra vào các ngày 24 và 29 tháng 3 năm 2016 không thể diễn ra theo đúng lịch, và đến ngày 6 tháng 4, FIFA xử Kuwait thua Hàn Quốc và Lào với cùng tỷ số 0–3.[22]

#### Bảng H
| VT | Đội               | ST | T | H | B | BT | BB | HS  | Đ  | Giành quyền tham dự                 |  |     |     |     |     |     |
| -- | ----------------- | -- | - | - | - | -- | -- | --- | -- | ----------------------------------- |  | --- | --- | --- | --- | --- |
| 1  | Uzbekistan        | 8  | 7 | 0 | 1 | 20 | 7  | +13 | 21 | Vòng 3 và Asian Cup                 |  |     | 3–1 | 1–0 | 1–0 | 1–0 |
| 2  | CHDCND Triều Tiên | 8  | 5 | 1 | 2 | 14 | 8  | +6  | 16 | Vòng loại Asian Cup (vòng 3)        |  | 4–2 |     | 0–0 | 2–0 | 1–0 |
| 3  | Philippines       | 8  | 3 | 1 | 4 | 8  | 12 | −4  | 10 | Vòng loại Asian Cup (vòng 3)        |  | 1–5 | 3–2 |     | 2–1 | 0–1 |
| 4  | Bahrain           | 8  | 3 | 0 | 5 | 10 | 10 | 0   | 9  | Vòng loại Asian Cup (vòng 3)        |  | 0–4 | 0–1 | 2–0 |     | 3–0 |
| 5  | Yemen             | 8  | 1 | 0 | 7 | 2  | 17 | −15 | 3  | Vòng loại Asian Cup (vòng play-off) |  | 1–3 | 0–3 | 0–2 | 0–4 |     |

1. ↑  FIFA xử Cộng hòa Dân chủ Nhân dân Triều Tiên thắng 3–0 do sử dụng cầu thủ Mudir Al-Radaei của Yemen không đủ điều kiện thi đấu, trận đấu khi đó kết thúc với tỷ số 1–0 nghiêng về CHDCND Triều Tiên.[23]

### Xếp hạng các đội nhì bảng đấu
Để xác định bốn đội đứng thứ hai tốt nhất, các tiêu chuẩn sau đây được sử dụng:
1. Điểm (3 điểm cho một trận thắng, 1 điểm cho một trận hòa, 0 điểm cho một trận thua)
2. Hiệu số bàn thắng thua
3. Tỷ số
4. Tỷ số sân khách từ sân nhà
5. Điểm giải phong cách

Như một kết quả của Indonesia đang bị loại bởi hệ thống treo FIFA, Nhóm F chỉ chứa bốn đội so với năm đội trong tất cả các nhóm khác. Do đó, kết quả so với đội thứ năm đặt không được tính khi xác định thứ hạng của các đội nhì bảng.
| VT | Bg | Đội               | ST | T | H | B | BT | BB | HS  | Đ  | Giành quyền tham dự                   |
| -- | -- | ----------------- | -- | - | - | - | -- | -- | --- | -- | ------------------------------------- |
| 1  | F  | Iraq              | 6  | 3 | 3 | 0 | 13 | 6  | +7  | 12 | Vòng 3 và Cúp bóng đá châu Á          |
| 2  | E  | Syria             | 6  | 4 | 0 | 2 | 14 | 11 | +3  | 12 | Vòng 3 và Cúp bóng đá châu Á          |
| 3  | A  | UAE               | 6  | 3 | 2 | 1 | 16 | 4  | +12 | 11 | Vòng 3 và Cúp bóng đá châu Á          |
| 4  | C  | Trung Quốc        | 6  | 3 | 2 | 1 | 9  | 1  | +8  | 11 | Vòng 3 và Cúp bóng đá châu Á          |
| 5  | H  | CHDCND Triều Tiên | 6  | 3 | 1 | 2 | 10 | 8  | +2  | 10 | Vòng loại Cúp bóng đá châu Á (vòng 3) |
| 6  | B  | Jordan            | 6  | 3 | 1 | 2 | 9  | 7  | +2  | 10 | Vòng loại Cúp bóng đá châu Á (vòng 3) |
| 7  | D  | Oman              | 6  | 2 | 2 | 2 | 6  | 6  | 0   | 8  | Vòng loại Cúp bóng đá châu Á (vòng 3) |
| 8  | G  | Liban             | 6  | 1 | 2 | 3 | 3  | 6  | −3  | 5  | Vòng loại Cúp bóng đá châu Á (vòng 3) |

## Vòng 3
Lễ bốc thăm cho vòng loại thứ ba được tổ chức vào lúc 16:30 MST (UTC+8) ngày 12 tháng 4 năm 2016 tại khách sạn Mandarin Oriental ở Kuala Lumpur, Malaysia.

### Các bảng
| Tiêu chí xếp hạng vòng loại Giải vô địch bóng đá thế giới 2018 |
| --- |
| Với thể thức sân nhà và sân khách, việc xếp hạng các đội trong mỗi bảng được dựa trên các tiêu chí sau đây (quy định các Điều 20.6 và 20.7): 1. Điểm số (3 điểm cho 1 trận thắng, 1 điểm cho 1 trận hòa, 0 điểm cho 1 trận thua) 2. Hiệu số bàn thắng thua 3. Số bàn thắng 4. Điểm số trong trận đấu giữa các đội 5. Hiệu số bàn thắng thua trong trận đấu giữa các đội 6. Số bàn thắng ghi được trong trận đấu giữa các đội 7. Số bàn thắng sân khách ghi được trong các trận đấu giữa các đội 8. Trận play-off trên sân trung lập (nếu được chấp thuận bởi FIFA), với hiệp phụ và đá sút luân lưu nếu cần |

#### Bảng A
| VT | Đội        | ST | T | H | B | BT | BB | HS | Đ  | Giành quyền tham dự                |     |     |     |     |     |     |     |
| -- | ---------- | -- | - | - | - | -- | -- | -- | -- | ---------------------------------- | --- | --- | --- | --- | --- | --- | --- |
| 1  | Iran       | 10 | 6 | 4 | 0 | 10 | 2  | +8 | 22 | Giải vô địch bóng đá thế giới 2018 |     |     | 1–0 | 2–2 | 2–0 | 1–0 | 2–0 |
| 2  | Hàn Quốc   | 10 | 4 | 3 | 3 | 11 | 10 | +1 | 15 | Giải vô địch bóng đá thế giới 2018 |     | 0–0 |     | 1–0 | 2–1 | 3–2 | 3–2 |
| 3  | Syria      | 10 | 3 | 4 | 3 | 9  | 8  | +1 | 13 | Vòng 4                             |     | 0–0 | 0–0 |     | 1–0 | 2–2 | 3–1 |
| 4  | Uzbekistan | 10 | 4 | 1 | 5 | 6  | 7  | −1 | 13 |                                    |     | 0–1 | 0–0 | 1–0 |     | 2–0 | 1–0 |
| 5  | Trung Quốc | 10 | 3 | 3 | 4 | 8  | 10 | −2 | 12 |                                    | 0–0 | 1–0 | 0–1 | 1–0 |     | 0–0 |     |
| 6  | Qatar      | 10 | 2 | 1 | 7 | 8  | 15 | −7 | 7  |                                    | 0–1 | 3–2 | 1–0 | 0–1 | 1–2 |     |     |

#### Bảng B
| VT | Đội         | ST | T | H | B | BT | BB | HS  | Đ  | Giành quyền tham dự                |     |     |     |     |     |     |     |
| -- | ----------- | -- | - | - | - | -- | -- | --- | -- | ---------------------------------- | --- | --- | --- | --- | --- | --- | --- |
| 1  | Nhật Bản    | 10 | 6 | 2 | 2 | 17 | 7  | +10 | 20 | Giải vô địch bóng đá thế giới 2018 |     |     | 2–1 | 2–0 | 1–2 | 2–1 | 4–0 |
| 2  | Ả Rập Xê Út | 10 | 6 | 1 | 3 | 17 | 10 | +7  | 19 | Giải vô địch bóng đá thế giới 2018 |     | 1–0 |     | 2–2 | 3–0 | 1–0 | 1–0 |
| 3  | Úc          | 10 | 5 | 4 | 1 | 16 | 11 | +5  | 19 | Vòng 4                             |     | 1–1 | 3–2 |     | 2–0 | 2–0 | 2–1 |
| 4  | UAE         | 10 | 4 | 1 | 5 | 10 | 13 | −3  | 13 |                                    |     | 0–2 | 2–1 | 0–1 |     | 2–0 | 3–1 |
| 5  | Iraq        | 10 | 3 | 2 | 5 | 11 | 12 | −1  | 11 |                                    | 1–1 | 1–2 | 1–1 | 1–0 |     | 4–0 |     |
| 6  | Thái Lan    | 10 | 0 | 2 | 8 | 6  | 24 | −18 | 2  |                                    | 0–2 | 0–3 | 2–2 | 1–1 | 1–2 |     |     |

## Vòng 4
Hai đội xếp thứ ba trong mỗi bảng từ vòng 3 sẽ thi đấu với nhau trên sân nhà và sân khách để xác định đội nào sẽ giành quyền vào vòng play-off liên lục địa.
| Đội 1 | TTS | Đội 2 | Lượt đi | Lượt về      |
| ----- | --- | ----- | ------- | ------------ |
| Syria | 2–3 | Úc    | 1–1     | 1–2 (s.h.p.) |

## Play-off liên lục địa
Lễ bốc thăm cho vòng play-off liên lục địa được tổ chức vào lúc 18:00 MSK (UTC+03:00) ngày 25 tháng 7 năm 2015 tại Cung Konstantinovsky ở Strelna, Sankt-Peterburg. Đội xếp thứ 5 từ AFC đã được phân cặp với đội xếp thứ 4 từ CONCACAF, trong đó đội tuyển từ AFC sẽ thi đấu trên sân nhà trong trân lượt về.
| Đội 1    | TTS | Đội 2 | Lượt đi | Lượt về |
| -------- | --- | ----- | ------- | ------- |
| Honduras | 1–3 | Úc    | 0–0     | 1–3     |

## Các đội tuyển vượt qua vòng loại
Dưới đây các đội tuyển từ AFC đã vượt qua vòng loại để tham dự Giải vô địch bóng đá thế giới 2018.
| Đội tuyển   | Tư cách vòng loại                  | Ngày vượt qua vòng loại | Tham dự trước đây trong giải đấu1                        |
| ----------- | ---------------------------------- | ----------------------- | -------------------------------------------------------- |
| Iran        | Nhất bảng A (vòng 3)               | 12 tháng 6 năm 2017     | 4 (1978, 1998, 2006, 2014)                               |
| Nhật Bản    | Nhất bảng B (vòng 3)               | 31 tháng 8 năm 2017     | 5 (1998, 2002, 2006, 2010, 2014)                         |
| Hàn Quốc    | Nhì bảng A (vòng 3)                | 5 tháng 9 năm 2017      | 9 (1954, 1986, 1990, 1994, 1998, 2002, 2006, 2010, 2014) |
| Ả Rập Xê Út | Nhì bảng B (vòng 3)                | 5 tháng 9 năm 2017      | 4 (1994, 1998, 2002, 2006)                               |
| Úc          | Thắng trận play-off CONCACAF v AFC | 15 tháng 11 năm 2017    | 4 (1974, 2006, 2010, 2014)                               |

1 In nghiêng chỉ ra chủ nhà cho năm đó.

## Cầu thủ ghi bàn
16 bàn
- Mohammad Al-Sahlawi
- Ahmed Khalil

11 bàn
- Tim Cahill
- Sardar Azmoun

10 bàn
- Omar Khribin

9 bàn
- Hassan Al Haidos
- Ali Mabkhout

8 bàn
- Dương Húc
- Mehdi Taremi

7 bàn
- Mile Jedinak
- Vu Đại Bảo
- Honda Keisuke
- Son Heung-min

6 bàn
- Tom Rogić
- Mohannad Abdul-Raheem
- Kagawa Shinji
- Hamza Al-Dardour
- Taisir Al-Jassim
- Mahmoud Al-Mawas
- Manuchekhr Dzhalilov

Về danh sách cầu thủ ghi bàn đầy đủ ở mỗi vòng, xem mục tương ứng trong mỗi bài viết:
- Vòng 1
- Vòng 2
- Vòng 3
- Vòng 4